# (13196) Rogerssmith
(13196) Rogerssmith (1997 CE8) – planetoida z pasa głównego asteroid okrążająca Słońce w ciągu 3,5 lat w średniej odległości 2,3 j.a. Odkryta 1 lutego 1997 roku.